# Rhyncomya cuprea
Rhyncomya cuprea är en tvåvingeart som först beskrevs av Jacques-Marie-Frangile Bigot 1874.  Rhyncomya cuprea ingår i släktet Rhyncomya och familjen Rhiniidae. Inga underarter finns listade i Catalogue of Life.